# Karl Erich Müller

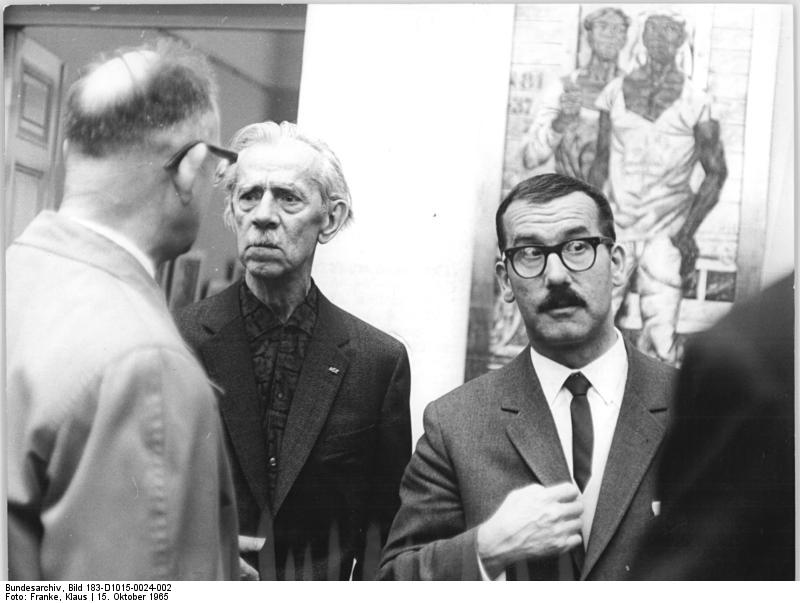
Karl Erich Müller (r.) neben Otto Nagel (2.v.l.) 1965 bei einer Ausstellungseröffnung der Deutschen Akademie der Künste der DDR.

Karl Erich Müller (* 19. September 1917 in Halle; † 10. Januar 1998 ebenda) war ein deutscher Maler und Grafiker. Er zählte zur Halleschen Schule und war einer der bedeutendsten Künstler der DDR.

## Leben
Müller erlernte 1932–1938 den Beruf des Dekorationsmalers und wurde danach zum Kriegsdienst in die Wehrmacht eingezogen. 1943 geriet er in sowjetische Gefangenschaft, aus der er 1945 entlassen wurde. Er wurde dort Mitglied eines antifaschistischen Ausschusses. Anschließend kehrte er nach Halle zurück. 1946–1948 studierte er an der Kunstschule Burg Giebichenstein bei Erwin Hahs. Danach arbeitete er in Halle als freischaffender Künstler. Seine erste Einzelausstellung hatte Müller 1948 im Marktschlößchen Halle. 1947 gehörte er zu den Gründungsmitgliedern der halleschen Künstlergruppe Die Fähre. Ab 1953 bildete er u. a. mit Willi Sitte, Karl Völker und Otto-Heinz Werner (1914–2000) als Form genossenschaftlicher Zusammenarbeit die Hallesche Malerbrigade, die in Vorbereitung der Dritten Deutschen Kunstausstellung in Dresden einem „modernen sozialistischen Realismus“ zum Durchbruch verhelfen wollte. Von 1947 bis 1950 übernahm Müller mit Sitte und Herbert Lange (1920–2001) eine große künstlerische Arbeit im Mansfelder und Bitterfelder Bergbaugebiet. Es folgten zahlreiche Gruppen- und Einzelausstellungen sowie in den Jahren 1966 bis 1983 Studienreisen nach Indien, Sri Lanka, Nepal und Pakistan. Anfang der 1970er Jahre unternahm er mit Rolf Kiy im Auftrag des Mansfeldkombinats eine Studienreise nach Kriwoj Rog.
Müller widmete sich in seinen Werken immer wieder historischen und aktuell-politischen Themen, so 1958 anlässlich eines schweren Bergwerkunglücks in Belgien mit dem Tafelbild Memento Marcinelli (Öl, 150 × 100 cm), 1958 mit dem Grafik-Zyklus Algerien (z. B.) und 1962 mit Le fascisme ne passera pa (Öl, 125 × 250 cm)
Zahlreiche Bilder von Menschen und Landschaften Südasiens kennzeichnen einen unverwechselbaren Abschnitt in seinem Spätwerk.
Müller war bis 1990 Mitglied des Verbands Bildender Künstler der DDR. Er hatte in der DDR und im Ausland eine große Zahl von Ausstellungen und Ausstellungsbeteiligungen, u. a. von 1949 bis 1988, außer 1982/83, an allen Deutschen Kunstausstellungen bzw. Kunstausstellungen der DDR in Dresden.

## Darstellung Müllers in der  bildenden Kunst
- Walter Arnold: Porträt Karl-Erich Müller (Bleistift-Zeichnung, 20 × 30 cm, 1967)[5]
- Gerhard Geyer: Maler Karl-Erich Müller (Porträtbüste, Bronze, 1972)[6]

## Fotografische Darstellung Müllers
- Barbara Morgenstern: Karl-Erich Müller im Gespräch mit Willi Neubert und einem Unbekannten (1977)[7]

## Museen und öffentliche Sammlungen mit Werken Müllers (unvollständig)
- Arnstadt: Schlossmuseum Arnstadt
- Berlin: Alte Nationalgalerie
- Bernburg: Museum Schloss Bernburg[8]
- Dresden: Galerie Neue Meister[9]
- Dresden: Kupferstichkabinett
- Erfurt: Angermuseum
- Gera: Otto-Dix-Haus
- Halle (Saale): Kunstmuseum Moritzburg

## Weitere Werke (Auswahl)

### Tafelbilder
- Sonnenblume mit rotem Mais (Öl, 1949)[3]
- Meine Töchter (Öl, 1959)[4]
- Meine Schwiegermutter (Öl, 1962/63)[10]
- Die Schauerleute (Öl, 1964)[11]
- Der blinde Neger (Öl, 1964)[12]
- Brutstätten des Chauvinismus (Öl, 75 × 105 cm, 1966)[13]
- Susanne / 15 Jahre (1967, Öl)[14]
- In der Elsteraue (1974, Öl, 90 × 120 cm; Auftrag für den Palast der Republik)[15]
- Scharnhorst (Öl, 1979/80)[16]

### Druckgrafik
- Falsche Ehrbegriffe (Zyklus von Lithografien, 1958) z. B.[17]
- Abenteurer des Schienenstrangs (Zyklus von Radierungen zur Erzählung Jack Londons, 1952)[18]

### Zeichnungen
- Bekenntnisse des Hochstaplers Felix Krull (1958, Zyklus von 15 Federzeichnungen zu Thomas Manns Roman), z. B.[19]
- Mensch und Landschaft Sibiriens (1967, Zyklus von Federzeichnungen, z. B. Angler an der Staumauer Bratsk)[20]
- Der Maler Otto Müller II (1970, Feder, 42 × 57 cm)[21]

### Als Buchillustrationen publizierte Werke
- Hans Otten: Berge wie gezupfte Wolle. Mitteldeutscher Verlag, Halle 1965 (mit dem Zyklus Algerien)
- Nikolai Gogol: Der Mantel; Verlag der Nation Berlin, 1966 (mit 20 ganzseitigen reproduzierten Zeichnungen)
- Nikolai Gogol: Das Bildnis; Union  Verlag Berlin, 1978 (mit 10 in Originalgröße reproduzierten Kaltnadelradierungen von 1952, z. B.[22])

## Ehrungen
- 1954: Kunstpreis der Stadt Halle für das Doppelportrait Eltern
- 1958: Kunstpreis der Stadt Halle für die Zyklen Algerien und Falsche Ehrbegriffe
- 1960: Käthe-Kollwitz-Preis der Deutschen Akademie der Künste (DDR) für sein Gesamtwerk
- 1961: Händel-Preis des Bezirks Halle
- 1963: Nationalpreis der DDR III. Klasse für Kunst und Literatur
- 1965: Ordentliches Mitglied er Akademie der Künste der DDR
- 1966 und 1969 Kunstpreis des FDGB
- 1975: Kunstpreis der Gesellschaft für Deutsch-Sowjetische Freundschaft
- 1976 Banner der Arbeit
- 1978 Johannes-R.-Becher-Medaille in Gold
- 1982 Vaterländischer Verdienstorden in Gold